# Stéphane Clément, chroniques d'un voyageur
Pour l’article homonyme, voir Stéphane Clément.
Stéphane Clément, chroniques d'un voyageur est une série de bande dessinée créée dans les années 1970 par Daniel Ceppi, dessinateur et scénariste suisse romand. Publiée tout d’abord sous le titre Une aventure de Stéphane dans le cadre de la revue (À suivre) et en albums par Casterman, elle a ensuite été rééditée sous le titre Stéphane Clément, chroniques d’un voyageur aux éditions Les Humanoïdes Associés.

## Synopsis
Dans le premier album de la série (Le Guêpier), Stéphane Clément, dans le besoin, braque une bijouterie à Genève. L'affaire tourne mal, et il est obligé de fuir. Il aboutit involontairement (il croyait être monté à bord d’un train pour la France) à Brigue (Suisse) où, se faisant passer pour quelqu’un d’autre, il cherche refuge chez une famille du Haut-Valais. Lorsque la police le repère, il n’a d’autre choix que de quitter le pays ; la fille de la famille, Alice, qui s’ennuie dans sa montagne, l’accompagne. De Milan, ils prennent le train pour Istanbul. 
C’est le début d’un long périple pour Stéphane, qui se poursuivra tout au long des albums suivants, le conduisant en Turquie (tome 2), en Iran (tome 3), puis de l'Afghanistan à l'Inde (tomes 4 à 7). Après qu’Alice l’a abandonné dans le troisième album (Le Repaire de Kolstov), Stéphane fait la rencontre en Inde de Cynthia, une riche héritière anglaise (Les Routes de Bharata). Cynthia deviendra alors sa compagne. Il retrouvera Alice dans le sixième album,  L’Étreinte d’Howrah, après un appel à l'aide reçu dans le tome 5. Celle-ci a sombré dans la drogue et la prostitution et demande l’aide de Stéphane.
En 1995, après neuf années de pause, la série amorce un deuxième cycle avec le tome 8, Pondicherry, filiation fatale. Stéphane y fait la rencontre d'une journaliste italienne, le plongeant dans une affaire de manipulation génétique. Il revient en Europe durant les deux tomes suivants : de l'Irlande à l'Italie (tome 9), pour finalement rentrer à Genève (tome 10). Ce cycle se conclut avec un diptyque entre la Syrie et l'Afghanistan (tomes 11 et 12).
Le troisième cycle est publié chez Le Lombard, sept ans après la publication du dernier album. Les tomes 13 et 14 plongent cette fois le héros en Asie centrale ex-soviétique, au cœur d'une affaire aux implications géopolitiques. Stéphane est ensuite de retour à Genève dans le quinzieme album "Lady of Shalott".

## Albums
1. Le Guêpier (1977)[2]
2. À l’est de Karakulak (1978) Prix du meilleur scénariste au festival d'Angoulême 1979
3. Le Repaire de Kolstov (1980)
4. Les Routes de Bharata (1982)
5. La Malédiction de Surya (1983)
6. L’Étreinte d’Howrah (1984)
7. Captifs du chaos (1986)
8. Pondicherry, filiation fatale (1995)
9. Belfast, l’adieu aux larmes (1997)
10. Vanina Business (1999)[3]
11. L’Or bleu (2001)
12. L’Ivoire de Sheila McKingsley (2003)
13. L’Engrenage turkmène (2010)
14. Le Piège ouzbek (2012)
15. Lady of Shalott (2017)

## Publication

### Périodiques
- (À suivre)

### Éditeurs
- Sans frontière : tome 1 (première édition du tome 1)
- Les Humanoïdes associés (collection « Mirage ») : tomes 1 et 2 (première édition du tome 2)
- Les Humanoïdes associés (collection « Métal Hurlant ») : tome 3 (première édition du tome 3)
- Casterman (collection « À suivre ») : tome 1 à 7 (première édition des tomes 4 à 7)
- Les Humanoïdes associés : tome 1 à 13 (première édition des tomes 8 à 13 ; les tomes 4 et 5 sont regroupés)